# Opogona heliogramma
Opogona heliogramma är en fjärilsart som beskrevs av Edward Meyrick 1911. Opogona heliogramma ingår i släktet Opogona och familjen äkta malar.
Artens utbredningsområde är Seychellerna. Inga underarter finns listade i Catalogue of Life.